# Drosophila richardsoni
Drosophila richardsoni är en tvåvingeart som beskrevs av Vilela 1983. Drosophila richardsoni ingår i släktet Drosophila och familjen daggflugor.
Artens utbredningsområde är Puerto Rico.